# فليتشير ويليام
فليتشير ويليام (بالإنجليزية: Fletcher Hale)‏ هو محامي وسياسي أمريكي، ولد في 22 يناير 1883 في الولايات المتحدة، وتوفي في 22 أكتوبر 1931 في نفس البلد. حزبياً، نشط في الحزب الجمهوري. وقد انتخب عضو مجلس النواب الأمريكي.